# Dorfkapelle (Ort)

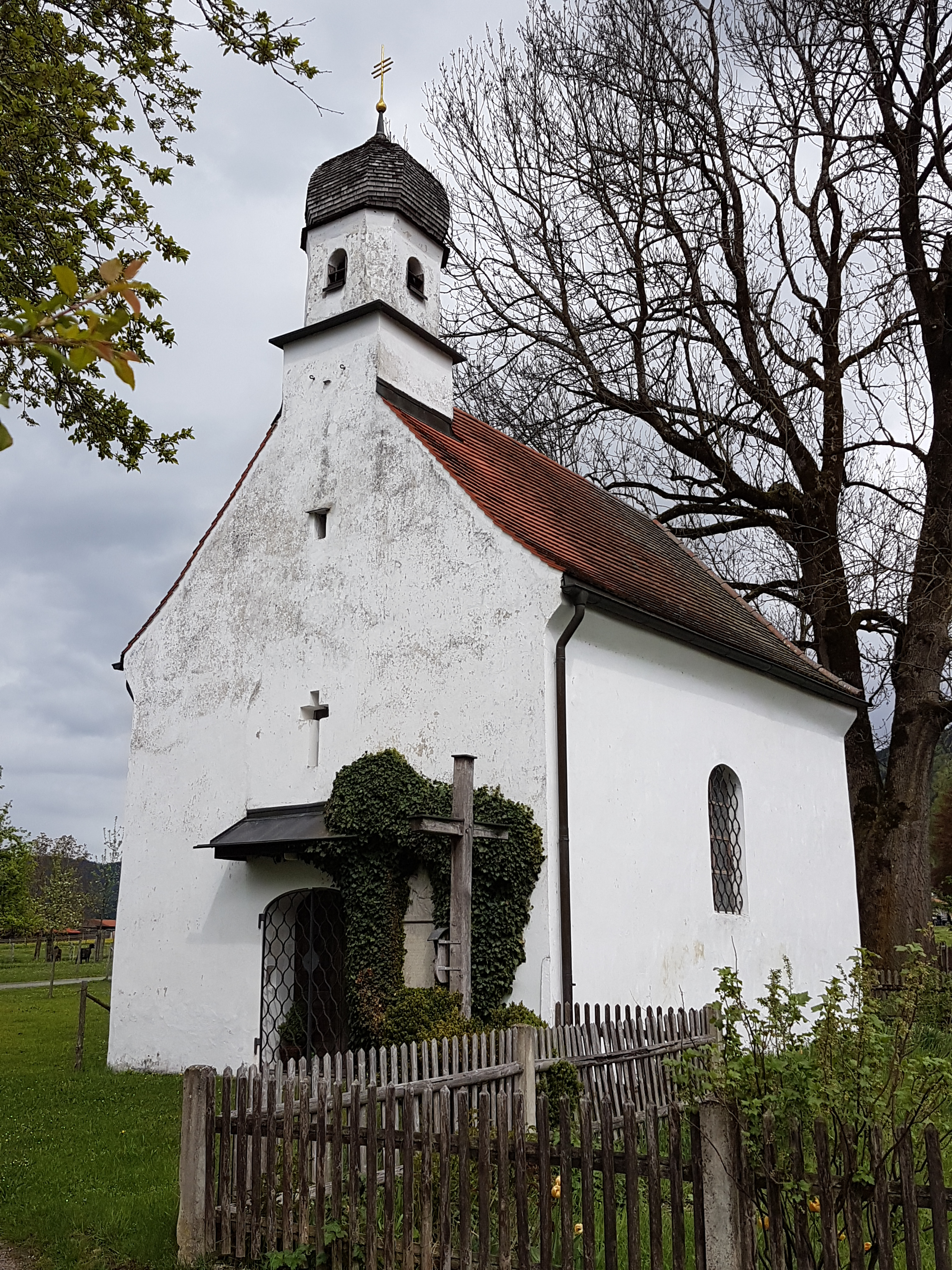
Dorfkapelle in Ort

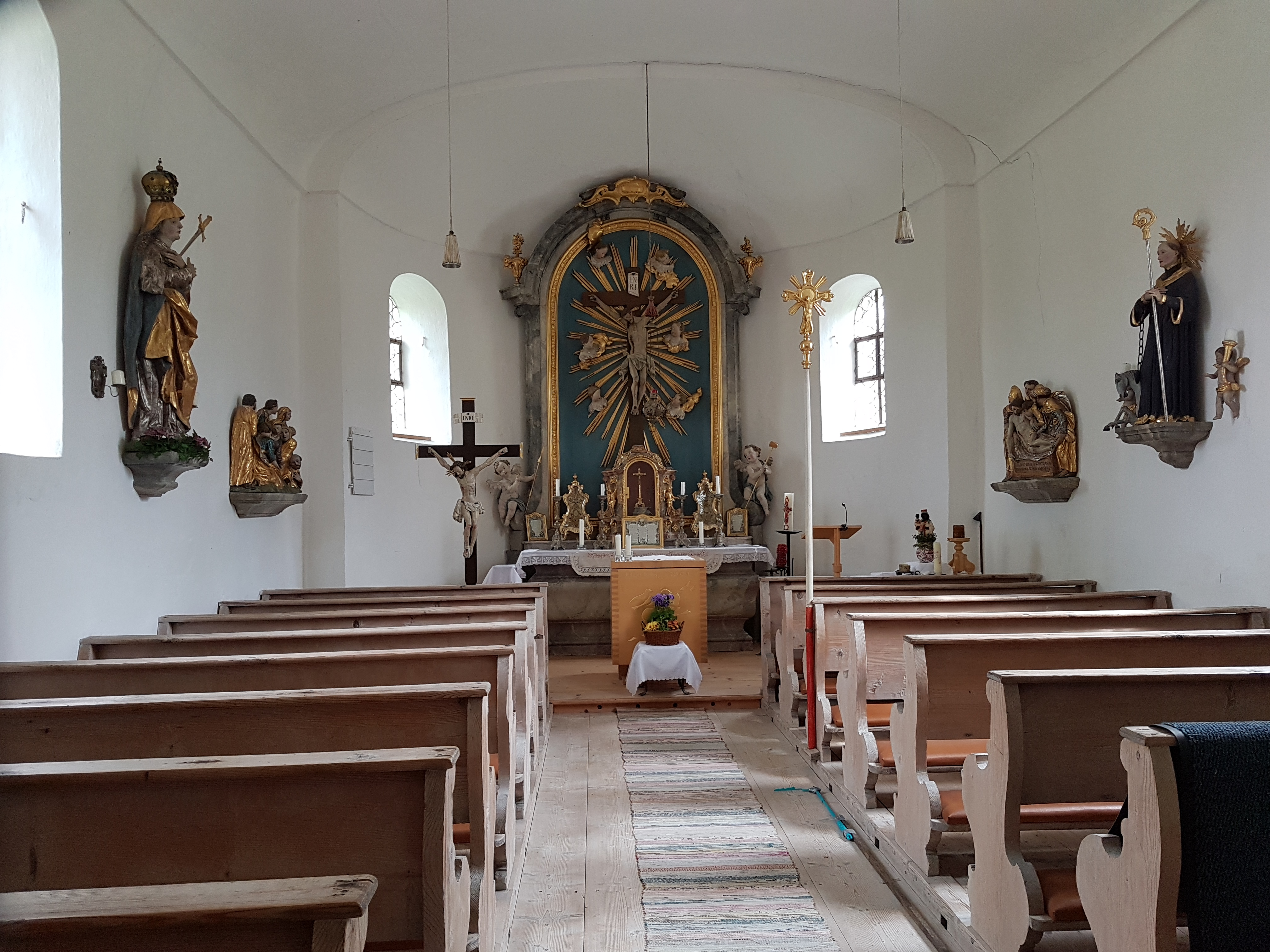
Innenraum

Die römisch-katholische Dorfkapelle steht in Ort, einem Gemeindeteil von Kochel am See im oberbayerischen Landkreis Bad Tölz-Wolfratshausen. Die Kapelle steht unter Denkmalschutz und ist in der Liste der Baudenkmäler in Kochel am See unter der Nr. D-1-73-133-25 eingetragen. Sie gehört zum Dekanat Bad Tölz-Wolfratshausen des Erzbistums München und Freising.

## Beschreibung
Die Kapelle ist eine in der zweiten Hälfte des 18. Jahrhunderts erbaute Saalkirche; 1840 wurde sie erneuert. Sie besteht aus dem Langhaus und der dreiseitig geschlossenen Apsis im Osten. Über dem Giebel im Westen erhebt sich ein quadratischer Dachreiter mit Zwiebelhaube. 
Zur Kirchenausstattung gehört insbesondere der Altar, der Ignaz Günther zugeschrieben wird. In seinem rundbogigem Retabel hängt ein großes Kruzifix aus dem späten 18. Jahrhundert in einem Strahlenkranz, umgeben von Putten. 
Eins der ältesten Stücke der Ausstattung ist eine fast lebensgroße Statue der Schmerzhaften Muttergottes aus der Mitte des 17. Jahrhunderts an der Nordwand. Das Schwert in ihrer Brust bezieht sich auf die Weissagung zur Sorge um ihren Sohn Jesus: „Deine Seele wird ein Schwert durchdringen.“ (Lk 2,35 ) Die Krone wurde der Statue in späterer Zeit als Zeichen der Verehrung aufgesetzt.
Ebenfalls an der Nordwand hängt ein Relief „Beweinung Christi“, dessen Entstehung um 1670/80 angenommen wird. Es zeigt eine Gruppe von Personen, die nach der Abnahme Jesu vom Kreuz um ihn trauern. An der Südwand ist als Gegenstück die Grablegung Christi dargestellt.